# Victor B. Strand
Victor Bekmand Strand (født 12. december 1898 i Randers, død 16. september 1983 i Gentofte) var en dansk grosserer og formand for Grosserersocietetet 1965–1969. Han var medlem af en lang række erhvervsorganisationer, sad bl.a. i bestyrelsen for det internationale handelskammers danske komité og for fondsbørsen. Han var med til dannelsen af Erhvervenes oplysningsråd i 1945 og beklædte en lang række humanitære tillidsposter. I 1950 blev Victor B. Strand generalkonsul for Indien; han modtog Foreningen Dansk Arbejdes initiativdiplom.